# 陵水县
陵水县，中国古旧县名。
隋朝大业六年（610年）置，治所在今海南省陵水黎族自治县东，属临振郡。唐朝时，为万安州治。北宋熙宁七年（1074年）省为镇。元丰三年（1080年）复置，属万安军。元朝时，徙治今县东北岭门。明朝正统间徙治南山千户所即今县治。属万州。清朝时，属琼州府。1959年并入崖县。1961年复置。1987年底改设陵水黎族自治县。